# Chiesa di San Francesco (San Casciano in Val di Pesa)
La chiesa di San Francesco è un edificio sacro con annesso convento situato a San Casciano in Val di Pesa.

## Storia
L'edificazione del convento avvenne grazie alla generosità di Giuliano Castrucci, un ricco mercante sancascianese devoto di san Francesco di Assisi. La famiglia Castrucci aveva costruito, all'interno del borgo, un oratorio per i frati francescani ma col tempo era diventato insufficiente e così decisero di costruirne uno più grande.
Il convento venne consacrato il 15 agosto 1492. Nel 1600 venne costruito il campanile e la chiesa trasformata in stile barocco nel corso del XVIII secolo, rimase di proprietà dei frati francescani fino al 1810 quando il governo napoleonico emanò il decreto datato 13 settembre 1810 in cui tutti i beni ecclesiastici vennero incamerati dallo stato per usarli per usi comunitari. Il convento e la chiesa inoltre vennero messi a soqquadro, gli arredi sacri vennero distrutti, la cospicua biblioteca alienata, l'organo, opera di Luciano d'Onofrio, venne venduto e distrutti furono tutti gli stalli del coro. La profanazione del 1810 è ben descritta nel diario del Padre Francesco Berchielli di Bagno a Ripoli:

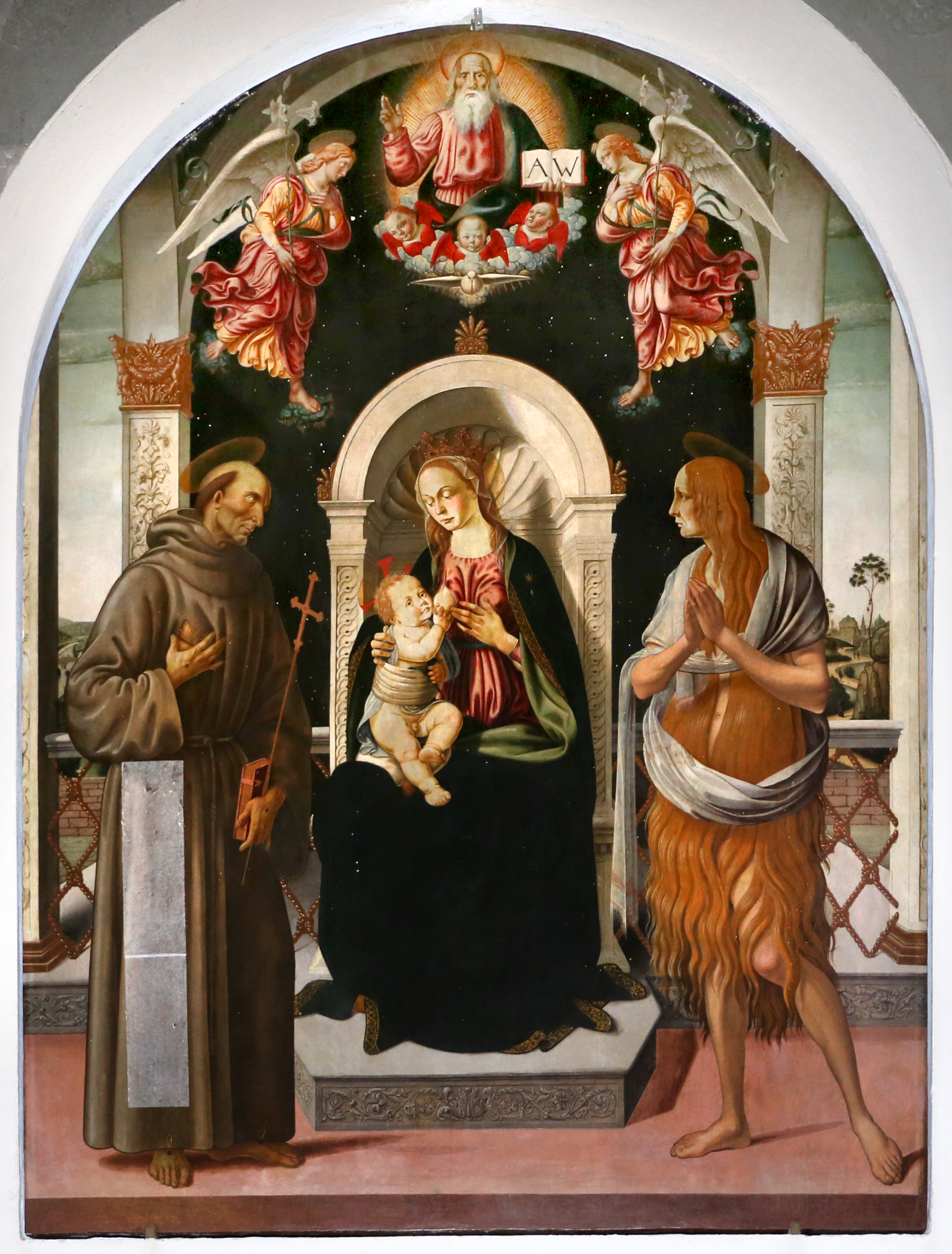
Madonna col Bambino tra i santi Francesco e Maria Maddalena, Biagio di Antonio Tucci

Nel 1827 il campanile, ormai pericolante, venne rifondato. Nel 1866, a seguito delle leggi Siccardi, i frati furono nuovamente cacciati dal convento ma la chiesa rimase attiva, sotto la custodia di due frati e due conversi. Tutto il complesso venne riorganizzato: alcune stanze furono lasciate ai frati rimasti, il resto fu affittato; una buona parte dei vani più l'orto e il bosco andò ad un medico del paese, un'altra parte divenne asilo infantile con annesso appartamento per la direttrice e il rimanente fu lasciato vuoto. Grazie all'indifferenza con la quale il municipio amministrava il complesso i frati lentamente rientrarono. Nel 1873 l'asilo fu trasferito all'interno del borgo e qui vi furono insediate tre classi elementari maschili. Intanto la comunità di frati aveva ripreso la sua vita regolare tanto che nel 1877 ospitarono il Ministro Generale dell'Ordine Bernardino da Portogruaro. La chiesa però versava in pessime condizioni e solo grazie ad un prestito popolare di ottomila lire si riuscì a restaurala e una volta conclusi i lavori l'arcivescovo di Firenze Eugenio Cecconi la benedisse.
Nel 1883 il comune di San Casciano decise di vendere il complesso e si fece avanti un certo Sainati di Pescia che qui voleva aprire una filanda. Il comune aprì l'asta con un prezzo di partenza di 50.000 lire, a quel punto i frati temendo di perdere il convento a causa dei raddoppi del prezzo offrirono 72.000 lire, di cui 30.000 le versarono subito e il resto a rate.
Duramente danneggiata durante la Seconda guerra mondiale, all'inizio degli anni '70 nel convento vivevano solo due frati e un fratello laico e così il comune decise l'alienazione. Seguirono le proteste dei frati rimasti e della popolazione che lanciò una petizione popolare. Le proteste andarono a buon fine e il 4 novembre 1978 il monastero accolse una comunità di monache clarisse di clausura provenienti da Volterra.

## Descrizione

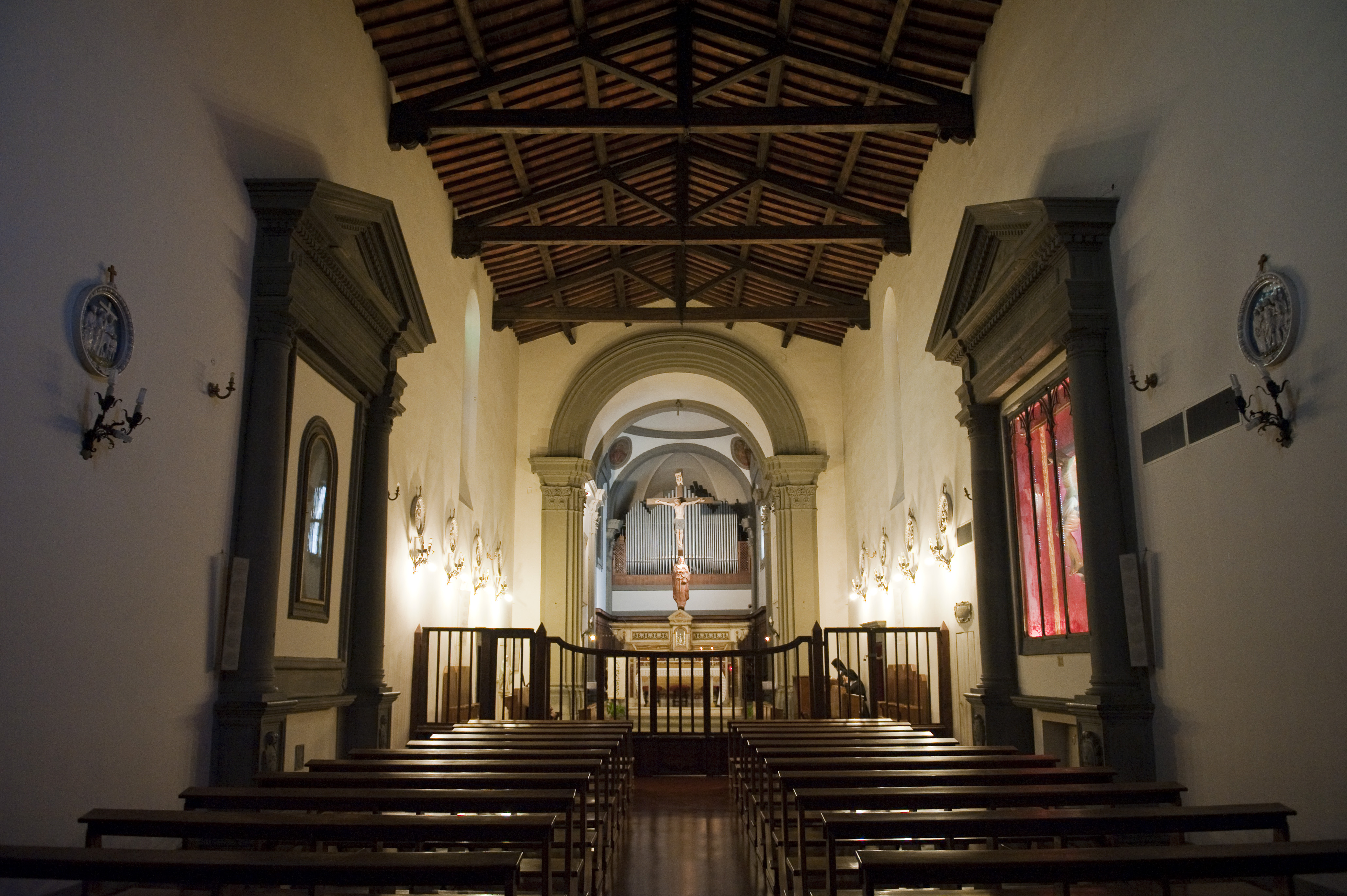
Interno

La facciata è caratterizzata da un portico a sette logge realizzato nel 1749, le cui colonne a pilastro cruciforme sono in pietra serena. Sotto il porticato la porta situata sulla destra dava accesso alla cappella della Compagnia di Sant'Antonio abate mentre un'analoga apertura posta sulla sinistra dava accesso alla cappella delle Stimmate in seguito trasformata in parlatorio; sopra questa porta un'iscrizione ricorda che la cappella venne edificata a spese di Raffaello Bambagini nel 1624, appartenente ad una famiglia che nel borgo di San Casciano negli stessi anni commissionò anche due altari e i relativi quadri di Jacopo Vignali per la chiesa della Misericordia.
L'interno si presenta nella forma conferitagli dopo la ricostruzione del secondo dopoguerra. Si tratta di una chiesa ad aula unica coperta a capriate e terminante con un'abside semicircolare divisa in tre vele. Al presbiterio si accede da un grande arco in pietra serena e il vano, molto profondo, presenta una copertura con volta a botte e due finestre a timpano e precede la cupola poggiante su quattro pennacchi decorati con altrettanti tondi raffiguranti santi francescani: San Bernardino da Siena, San Ludovico di Tolosa, San Bonaventura e San Francesco. Nella parete di fondo dell'abside è collocato l'organo a canne Tamburini opus 387, costruito nel 1957 in sostituzione di un precedente strumento di Michelangelo Paoli del 1820 (a 19 registri), distrutto nel bombardamento nel 1944; esso è a trasmissione elettrica, con 15 registri su due manuali e pedale.
Il bianco con cui è dipinto l'interno e l'insieme degli elementi portanti e le modanature in pietra serena, danno all'aula ecclesiale una immagine rinascimentale-brunelleschiana. Dopo la porta di ingresso ci sono due cappelle; nella cappella di sinistra è collocata la tavola di Biagio di Antonio, un pittore attivo a Firenze ma originario di Faenza, raffigurante Madonna del Latte tra la Maddalena e San Francesco.
Sull'altare della parete di destra è collocato un Crocifisso ligneo del 1360-1370 donato a questo convento nel 1815 e proveniente dalla chiesa di Santo Stefano a Paterno nel piviere di San Pietro a Ripoli; la donazione comprendeva anche due statue dei dolenti, ovvero la Madonna e San Giovanni, di cui oggi non resta traccia.
Il convento, a causa della stretta clausura vigente, non è visitabile ma degni di nota sono il chiostro e il refettorio.
Il chiostro venne quasi completamente distrutto durante l'ultima guerra e una volta ricostruito vi è stato collocato quanto resta degli affreschi raffiguranti la Vita e Miracoli di San Francesco realizzati tra il 1734 e il 1735 da Gaetano Castellani, Mauro Soderini e Antonio Domenico Bamberini.
Il refettorio venne costruito grazie ad una donazione fatta al convento da Carlo VIII Re di Francia, qui ospitato nel 1494 e a ricordo vi è collocato uno stemma con i gigli di Francia. Il refettorio, alla pari di altri suoi simili, venne decorato con un Cenacolo, in questo caso si pittore chiamato fu Lorenzo Cresci nel 1562; in questo cenacolo interessante è la lunetta di destra dove dietro alla tavola imbandita e agli apostoli è visibile, nello sfondo, una veduta di San Casciano come appariva alla metà del XVI secolo.